# Tal (album)
Pour les articles homonymes, voir Tal.
Albums de Tal
À l'infini Live Tour
(2014) Juste un rêve
(2018)
Singles
1. Are We Awake
Sortie : 10 mai 2016
2. Le temps qu'il faut
Sortie : 30 août 2016
3. Des fleurs et des flammes
Sortie : 18 janvier 2017
4. D.A.O.W. (Dance All Over the World)
Sortie : 30 mai 2017

TΛL est le troisième album de la chanteuse Tal sorti le 28 octobre 2016 sous le label Warner Music France.

## Liste des pistes
| Édition standard | Édition standard                    | Édition standard                                                   | Édition standard | Édition standard           | Édition standard | Édition standard | Édition standard | Édition standard | Édition standard |
| No               | Titre                               | Paroles                                                            | Musique | Réalisateur(s)             | Durée            |                  |                  |                  |                  |
| ---------------- | ----------------------------------- | ------------------------------------------------------------------ | --- | -------------------------- | ---------------- | ---------------- | ---------------- | ---------------- | ---------------- |
| 1.               | City of Love                        | Raphaël Herrerias                                                  | Tal Benyezri, Therry Marie-Louise, Ludovic Carquet, Ralph Beaubrun                                                                    | LNT Musik, Tal Benyezri    | 3:54             |                  |                  |                  |                  |
| 2.               | Are We Awake                        | Raphaël Herrerias, Tal Benyezri, Emmanuel Beaubrun, Ralph Beaubrun | Tal Benyezri, Therry Marie-Louise, Ludovic Carquet, Ralph Beaubrun                                                                    | LNT Musik, Tal Benyezri    | 3:26             |                  |                  |                  |                  |
| 3.               | Le temps qu'il faut                 | Raphaël Herrerias, Tal Benyezri, Emmanuel Beaubrun, Ralph Beaubrun | Tal Benyezri, Therry Marie-Louise, Ludovic Carquet, Ralph Beaubrun, Flavien Compagnon, Flo Malley, Jean-Claude Sindres                | LNT Musik, Tal Benyezri    | 3:11             |                  |                  |                  |                  |
| 4.               | Ma famille (feat. Fetty Wap)        | Raphaël Herrerias, Ralph Beaubrun                                  | Tal Benyezri, Therry Marie-Louise, Ludovic Carquet, Ralph Beaubrun                                                                    | LNT Musik, Tal Benyezri    | 3:07             |                  |                  |                  |                  |
| 5.               | Beauté particulière                 | Candice Pillay, adaptation par Raphaël Herrerias                   | Raphaël « soFLY » Judrin, Pierre-Antoine « Nius » Melki, Yoan « Oddfellow » Chirescu, Goldie                                          | soFLY & Nius, Tal Benyezri | 3:59             |                  |                  |                  |                  |
| 6.               | Des fleurs et des flammes           | Raphaël Herrerias                                                  | Tal Benyezri, Therry Marie-Louise, Ludovic Carquet, Ralph Beaubrun                                                                    | LNT Musik, Tal Benyezri    | 3:41             |                  |                  |                  |                  |
| 7.               | Out of Stress                       | Tal Benyezri, Raphaël Herrerias, Ralph Beaubrun                    | Tal Benyezri, Therry Marie-Louise, Ludovic Carquet, Ralph Beaubrun                                                                    | LNT Musik, Tal Benyezri    | 3:13             |                  |                  |                  |                  |
| 8.               | D.A.O.W. (Dance All Over the World) | Adaptation par Raphaël Herrerias                                   | Raphaël « soFLY » Judrin, Pierre-Antoine « Nius » Melki, Yoan « Oddfellow » Chirescu, Tal Benyezri, Ralph Beaubrun, Emmanuel Beaubrun | soFLY & Nius, Tal Benyezri | 2:50             |                  |                  |                  |                  |
| 9.               | La Paix                             | Raphaël Herrerias, Ralph Beaubrun                                  | Tal Benyezri, Therry Marie-Louise, Ludovic Carquet, Ralph Beaubrun                                                                    | LNT Musik, Tal Benyezri    | 3:30             |                  |                  |                  |                  |
| 10.              | Back in Time                        | Emmanuel Beaubrun, Ralph Beaubrun                                  | Tal Benyezri, Therry Marie-Louise, Ludovic Carquet, Ralph Beaubrun                                                                    | LNT Musik, Tal Benyezri    | 3:43             |                  |                  |                  |                  |
| 11.              | Le Guitariste                       | Raphaël Herrerias                                                  | Tal Benyezri, Therry Marie-Louise, Ludovic Carquet, Ralph Beaubrun                                                                    | LNT Musik, Tal Benyezri    | 4:11             |                  |                  |                  |                  |
| 12.              | Cri du cœur                         | Tété, Tal Benyezri, Sem Azar                                       | Tal Benyezri, Therry Marie-Louise, Ludovic Carquet, Ralph Beaubrun                                                                    | LNT Musik, Tal Benyezri    | 5:07             |                  |                  |                  |                  |
| 43:52            |                                     |                                                                    | |                            |                  |                  |                  |                  |                  |

| Édition collector | Édition collector               | Édition collector                                                  | Édition collector                                                  | Édition collector           | Édition collector | Édition collector | Édition collector | Édition collector | Édition collector |
| No                | Titre                           | Paroles                                                            | Musique                                                            | Réalisateur(s)              | Durée             |                   |                   |                   |                   |
| ----------------- | ------------------------------- | ------------------------------------------------------------------ | ------------------------------------------------------------------ | --------------------------- | ----------------- | ----------------- | ----------------- | ----------------- | ----------------- |
| 13.               | Stimela (Bonus Track)           | Diana Gordon, Emile Dernst II, adaptation par Wynter Gordon        | Jordan Houyez, Tal Benyezri                                        | Jordan Houyez, Tal Benyezri | 4:30              |                   |                   |                   |                   |
| 14.               | Mother Nature (Bonus Track)     | Emmanuel Beaubrun, Ralph Beaubrun                                  | Tal Benyezri, Ludovic Carquet, Therry Marie-Louise, Ralph Beaubrun | LNT Musik, Tal Benyezri     | 3:45              |                   |                   |                   |                   |
| 15.               | Are We Awake (Acoustic Version) | Raphaël Herrerias, Tal Benyezri, Emmanuel Beaubrun, Ralph Beaubrun | Tal Benyezri, Therry Marie-Louise, Ludovic Carquet, Ralph Beaubrun | LNT Musik, Tal Benyezri     | 3:55              |                   |                   |                   |                   |
| 56:02             |                                 |                                                                    |                                                                    |                             |                   |                   |                   |                   |                   |

| DVD édition collector | DVD édition collector                | DVD édition collector | DVD édition collector | DVD édition collector | DVD édition collector | DVD édition collector | DVD édition collector | DVD édition collector | DVD édition collector |
| No                    | Titre                                | Réalisateur(s)        | Durée                 |                       |                       |                       |                       |                       |                       |
| --------------------- | ------------------------------------ | --------------------- | --------------------- | --------------------- | --------------------- | --------------------- | --------------------- | --------------------- | --------------------- |
| 1.                    | Clip officiel « Are We Awake »       | IDZ                   | 3:44                  |                       |                       |                       |                       |                       |                       |
| 2.                    | Clip univers désert « Are We Awake » | IDZ                   | 3:25                  |                       |                       |                       |                       |                       |                       |
| 3.                    | Clip univers océan « Are We Awake »  | IDZ                   | 3:24                  |                       |                       |                       |                       |                       |                       |
| 4.                    | Clip univers forêt « Are We Awake »  | IDZ                   | 3:24                  |                       |                       |                       |                       |                       |                       |
| 5.                    | Vidéo lyrics « Are We Awake »        | IDZ                   | 3:23                  |                       |                       |                       |                       |                       |                       |
| 6.                    | Vidéo lyrics « Le temps qu'il faut » | IDZ                   | 3:09                  |                       |                       |                       |                       |                       |                       |
| 7.                    | Making of du clip « Are We Awake »   | IDZ                   | 9:05                  |                       |                       |                       |                       |                       |                       |
| 8.                    | Clip officiel « Stimela »            | ADY & MATT / IDZ      | 4:26                  |                       |                       |                       |                       |                       |                       |
| 33:58                 |                                      |                       |                       |                       |                       |                       |                       |                       |                       |

## Vidéoclips (DVD)
1. Are We Awake (Clip officiel) - 3:33
2. Le temps qu'il faut (Clip officiel) - 3:13
3. Des fleurs et des flammes (Clip officiel) - 3:38
4. D.A.O.W. (Dance All Over the World) (Clip officiel) - 2:47